# Mesó (actor)
Mesó (en llatí Maeson, en grec antic Μαίσων) fou un actor còmic grec natural de Mègara especialista en la vella comèdia megàrica; va inventar la mascara de l'esclau i del cuiner i les bromes d'aquestos personatges eren conegudes com a σκώμματα μαισωνικά ("Scommata Maisonica", les burles de Mesó), segons Ateneu de Nàucratis i Eustaci de Tessalònica. Se li atribueix el proverbi ἀντ᾽ εὐεργεσίης Ἀγαμέμνονα δῆσαν Ἀχαιοί ("Ant'eyergesies Agamemnona desan Achaioi", 'els aqueus necessiten l'agraïment d'Agamèmnon').
La seva època és desconeguda, però si com alguns pensen la Mègara de la que era nadiu era la de Sicília (Mègara Hiblea), hauria d'haver viscut abans del 483 aC quan els habitants d'aquesta ciutat van ser expulsats per Geló I. Devia introduir a l'illa aquell estil de comèdia bufa que després va ser perfeccionada per Epicarm.